# ロレンゾ・ライト
ロレンゾ・ライト（Lorenzo Christopher Wright、1926年12月9日 - 1972年3月27日)は、アメリカ合衆国の男子陸上競技選手。1948年ロンドンオリンピックの金メダリストである。

## 経歴
ライトは高校在学中、走幅跳で2度デトロイトの公立学校リーグを制覇。卒業後18ヶ月徴兵され、その後ウェイン州立大学に入学。1947年、1948年には全米大学選手権の走り幅跳びで2位、3位という成績を残した。
ライトは、1948年のロンドンオリンピックのアメリカ代表選考会の走幅跳を制しオリンピック出場を決める。しかし、ロンドンでは、得意の走幅跳で、7m45しか跳べず、金メダルを獲得したウィリー・スティール、銅メダルを獲得したハーブ・ダグラスのアメリカ勢の後塵を拝し4位に終わる。しかし、ライトは、4×100mリレーの米国代表に選ばれ、40秒6でバーニー・ユーウェル、ハリソン・ディラード、メル・パットンとともに金メダルを獲得した。
ライトは、1952年の全米選手権の走幅跳でも優勝。その後、デトロイトの中等学校の陸上連盟の役員の職を長く務めたが、45歳となった1972年に、家庭内の揉め事で殺害されこの世を去った。